# Lentinula
Genre
Lentinula est un genre de champignons basidiomycètes de la famille des Marasmiacées. Ils étaient jadis classés dans les Lentinus.
Il comprend notamment le lentin du chêne (Lentinula edodes) cultivé au Japon sous le nom de Shiitaké.